# Вікентій II (патріарх Сербії)
Патріарх Вікентій II (серб. Патријарх Викентије II, у миру Вітомир Проданов; 10 (22) серпня 1890, Бачко-Петрово-Село, Сербія — 5 липня 1958, Белград) — єпископ Сербської православної церкви, Архієпископ Печський, митрополит Белградський та Карловацький, Патріарх Сербії.

## Життєпис
Початкову освіту здобув у своєму місті.
1909 – закінчив гімназію у місті Новий Сад. 1913 – закінчив Карловацьку духовну семінарію у Сремських Карловцях. Викладав у школах Бачської області.
1 червня 1917 єпископом Георгієм Летичем призначений відповідальним у справах Темишварської єпархії. 5 серпня 1917 у монастирі Бездин пострижений у чернецтво з іменем Вікентій.
12 вересня у кафедральному соборі міста Темішвара рукопокладений у сан ієродиякона.
1919 після входження Темішвара до складу Румунії, повернувся до батьківщини і вступив до клиру Бачської єпархії. Зведений у сан протодиякона.
1 лютого 1921 призначений секретарем ради монастирів Карловацької митрополії.
1923 – зведений в сан архідиякона.
1929 – закінчив філософський факультет Белградського університету.
18 листопада 1929 рукопокладений в сан ієромонаха, 20 листопада – в сан архімандрита.
У жовтні 1932 призначений секретарем Священного синоду Сербської православної церкви.
21 червня 1936 обраний єпископом Марчанським, вікарієм Патріарха Сербії. Хіротонія відбулася у кафедральному соборі Белграда.
Як помічник Патріарха активно виступав проти заключення конкордату між Югославією та Ватиканом.
1938 новий Патріарх Гавриїл (Дожич) доручив Вікентію як патріаршому вікарію керування Белграсько-Карловацькою митрополією.
Листопад 1939 призначений єпископом Злетовсько-Струмицьким. 
1940 – управитель Охридсько-Бітольської єпархії.
Заснував Історичне товариство Воєводини, деякий час був редактором «Вісника історичного суспільства».
Після поразки Югославії від німецьких військ у квітні 1941 та окупації Македонії болгарськими військами, єпископ Вікентій був вигнаний з катедри.
1941 – 1947 – заміняв єпископа Миколая (Велимировича) на Жичській катедрі.
Після закінчення війни югославська влада не дозволила вигнаним архієреям Сербської церкви повернутися на свої катедри на території Македонії.
1947 – 1951 єпископ Вікентій був адміністратором Сремської єпархії і намагався врятувати від руйнування пам’ятки церковної архітектури, що постраждали під час війни.
1 липня 1950 обраний Патріархом Сербії, 2 червня у кафедральному соборі у Белграді відбулася його інтронізація.
Потерпав від тиску з боку влади, не признаної Синодом СПЦ «Спільки православного духовенства Югославії» та групи македонських священників, що добивалися церковної незалежності. Завдяки пом’якшенню офіційної позиції Синоду, Вікентію вдалося добитися зовнішньої нормалізації взаємовідносин із владою республіки. Вирішив питання соціального та пенсійного забезпечення духовенства. У 1952 вдалося попередити скасування богословського факультету Белградського університету.
Активно розвивав відносини із іншими православними церквами, які внаслідок війни були ослаблені.
Помер 5 червня 1958 у Белграді. Похований у Соборній церкві архістратига Михайла в Белграді, у північної стіни притвору, ліворуч від гробниці митрополита Михаїла (Йовановича).